# Philippe Agostini
Pour les articles homonymes, voir Agostini.
Philippe Agostini, né le 11 août 1910 à Paris et mort dans cette même ville le 20 octobre 2001,     est un directeur de la photographie, réalisateur et scénariste français.

## Biographie
Formé à l'école Louis-Lumière, alors située rue de Vaugirard, Philippe Agostini débute comme assistant des chefs opérateurs Georges Périnal et Armand Thirard. Dans les années 1930, il commence une fructueuse carrière de directeur de la photographie, travaillant avec des réalisateurs aux styles variés comme Robert Bresson, Marcel Carné, Max Ophüls, Claude Autant-Lara, Jean Grémillon, Yves Allégret, Jules Dassin ou encore Julien Duvivier. Sa carrière de réalisateur fut en revanche beaucoup moins remarquée.
Il a été marié en secondes noces avec la comédienne Odette Joyeux et est le père d'Yves Agostini et de Claude Agostini, tous deux directeurs de la photographie, et le grand-père de Jean-Paul Agostini, qui a également embrassé cette profession.
Il est inhumé à Grimaud avec Odette Joyeux.

## Filmographie

### Comme directeur de la photographie
- 1934 : Itto de Jean Benoît-Lévy et Marie Epstein
- 1935 : Baccara de Yves Mirande
- 1936 : Le Mioche de Léonide Moguy
- 1936 : Hélène de Jean Benoît-Lévy et Marie Epstein
- 1936 : Aventure à Paris de Marc Allégret
- 1936 : À nous deux, madame la vie de Yves Mirande
- 1937 : Hercule de Alexandre Esway et Carlo Rim
- 1937 : Un carnet de bal de Julien Duvivier
- 1938 : La Tragédie impériale de Marcel L'Herbier
- 1938 : J'étais une aventurière de Raymond Bernard
- 1938 : Tempête sur l'Asie de Richard Oswald
- 1938 : Le Ruisseau de Maurice Lehmann et Claude Autant-Lara
- 1939 : Le Veau gras de Serge de Poligny
- 1939 : Le jour se lève de Marcel Carné
- 1940 : Tempête de Dominique Bernard-Deschamps
- 1942 : Le Mariage de Chiffon de Claude Autant-Lara
- 1942 : Lettres d'amour de Claude Autant-Lara
- 1943 : Les Deux timides d'Yves Allégret
- 1943 : Les Ailes blanches de Robert Péguy
- 1943 : Monsieur des Lourdines de Pierre de Hérain
- 1943 : Les Anges du péché de Robert Bresson
- 1943 : Douce de Claude Autant-Lara
- 1944 : Premier de cordée de Louis Daquin
- 1945 : Enquête du 58, court métrage de Jean Tedesco
- 1945 : Les Dames du bois de Boulogne de Robert Bresson
- 1946 : Sylvie et le Fantôme de Claude Autant-Lara
- 1946 : Leçon de conduite de Gilles Grangier
- 1946 : Les Portes de la nuit de Marcel Carné
- 1948 : Les Dernières Vacances de Roger Leenhardt
- 1949 : Pattes blanches de Jean Grémillon
- 1949 : Monseigneur de Roger Richebé
- 1950 : Julie de Carneilhan de Jacques Manuel
- 1950 : L'Inconnue de Montréal de Jean Devaivre
- 1951 : Topaze de Marcel Pagnol
- 1951 : Gibier de potence de André Baud et Roger Richebé
- 1951 : La Peau d'un homme de René Jolivet
- 1951 : Symphonie de la laine, court métrage de Jean Lods
- 1951 : La nuit est mon royaume de Georges Lacombe
- 1952 : Le Plaisir de Max Ophüls
- 1953 : Une fille dans le soleil de Maurice Cam
- 1953 : Leur dernière nuit de Georges Lacombe
- 1953 : La Dame aux camélias de Raymond Bernard
- 1953 : La Belle de Cadix de Raymond Bernard
- 1954 : Châteaux en Espagne (El Torero) de René Wheeler
- 1955 : Il Padrone sono me... de Franco Brusati
- 1955 : Du rififi chez les hommes de Jules Dassin
- 1956 : Si Paris nous était conté de Sacha Guitry
- 1956 : Le Monde du silence de Jacques-Yves Cousteau
- 1956 : Le Pays d'où je viens de Marcel Carné
- 1956 : Paris, Palace Hôtel de Henri Verneuil
- 1957 : Les trois font la paire de Sacha Guitry
- 1957 : Le Corbusier, l'architecte du bonheur de Pierre Kast (court métrage documentaire)
- 1964 : Le Vrai Visage de Thérèse de Lisieux (court métrage documentaire)

### Comme réalisateur
- 1953 : La Nuit de Pâques (moyen métrage)
- 1953 : Ordinations (court métrage)
- 1958 : Le Naïf aux quarante enfants
- 1960 : Tu es Pierre
- 1960 : Le Dialogue des carmélites
- 1962 : Rencontres
- 1963 : La Soupe aux poulets
- 1964 : Le Vrai Visage de Thérèse de Lisieux (court métrage documentaire)
- 1966 : L'Âge heureux (série télévisée)
- 1967 : La Bonne Peinture (téléfilm)
- 1969 : Le Trésor des Hollandais (série télévisée)
- 1971 : La Petite Fille à la recherche du printemps
- 1973 : Le Monde merveilleux de Paul Gilson, émission-fiction de Frederic Jacques Temple et Nino Frank
- 1975 : L'Âge en fleur (série télévisée)

### Comme scénariste
- 1956 : La mariée est trop belle
- 1958 : Le Naïf aux quarante enfants
- 1960 : Le Dialogue des Carmélites
- 1962 : Rencontres
- 1964 : Le Vrai Visage de Thérèse de Lisieux (court métrage documentaire)
- 1967 : La Bonne Peinture (téléfilm)
- 1975 : L'Âge en fleur (série télévisée)
- 1984 : Dialogues des carmélites (téléfilm)